# Hera Björk Þórhallsdóttir
Hera Björk Þórhallsdóttir, lépe známá jen pod svým osobním jménem Hera Björk (* 29. března 1972 Reykjavík, Island), je islandská zpěvačka, která dvakrát reprezentovala Island na Eurovision Song Contest, poprvé v roce 2010 s písní „Je ne sais quoi“, podruhé v roce 2024 se skladbou „Scared of Heights“.

## Kariéra
Hudební krev má po matce, která je dobře známá popová zpěvačka. Sama začala vystupovat již ve velmi mladém věku, následně začala nahrávat dětské písničky a před dvanáctými narozeninami se objevila v televizních reklamách. Svou první pěveckou soutěž vyhrála v roce 1988 ve věku šestnácti let a v roce 1991 se umístila druhá v celostátní akademické pěvecké soutěži. Díky tomu obdržela různé nabídky do muzikálů, včetně The Rocky Horror Show, Evita, Little Shop of Horrors a Kiss Me Kate. V letech 1996–1997 se podílela na estrádní show Sirkus Skara Skrípó a připojila k několika dočasným skupinám, včetně Orgill, Sweetý a 17 Vélar. V roce 2000 vyšlo uznávané album Ilmur af jólum a v roce 2006 její stejnojmenné album Hera Björk, které obsahuje islandskou coververzi písně „Alvedansen“ (Tanec Elfů), která zazněla na Eurovision Song Contest 2006.
Její jméno na Islandu zdomácnělo, když spoluhostila televizní show Stutt í spunann v průběhu zimy 1999–2000. Od té doby je pravidelnou hvězdou různých rozhlasových a televizních pořadů a je známá pro svůj mimořádný pěvecký rozsah.
Pěveckou techniku začala studovat na akademii zpěvu a pěveckého umění v Reykjavíku v roce 1989 pod vedením Rut Magnússon, Bergþóra Pálssona, Elín Ósk Óskarsdóttir a Erna Guðmundsdóttira. V roce 2004 se přestěhovala do Kodaně, kde vystudovala světoznámou hudební školu Complete Vocal Institute (CVI), kterou propagovala zakladatelka institutu Cathrine Sadolin. Poté, co zpromovala jako certifikovaná učitelka CVI, dávala speciální lekce a organizovala kurzy po celé Evropě jako pěvecká trenérka pro televizi a pódium.
V roce 2007 se zúčastnila islandského národního kola, kde se ale s písní „Mig dreymdi“ nedostala do finále. Následně byla vokalistkou skupiny Eurobandið na Eurovision Song Contest 2008 v Bělehradě a zpěvačky Jóhanny na Eurovision Song Contest 2009 v Moskvě. V roce 2009 se účastnila dánského národního kola Dansk Melodi Grand Prix 2009, kde se ve finále umístila na druhém místě s písní „Someday“ a vyhrála OGAE Second Chance Contest 2009. Byla také jednou z tanečnic ve videu Selmy pro eurovizní píseň „All Out of Luck“ v roce 1999. Podílela se na turné s hvězdami Björk i Sigur Rós.
V roce 2010 se zúčastnila islandského národního kola Söngvakeppni Sjónvarpsins 2010, který vyhrála a reprezentovala Island na Eurovision Song Contest 2010 s písní „Je ne sais quoi“. V semifinále Eurovision Song Contest 2010 postoupila ze 3. místa s 123 body, ve finále se umístila na 19. místě se 41 body. V roce 2013 participovala na mezinárodním hudebním festivalu Festival Internacional de la Canción de Viña del Mar 2013  v Chile s písní „Because You Can“, kde reprezentovala Island a vyhrála v kategorii Nejlepší píseň.
V současné době žije v Kodani a pracuje jako zpěvačka a vokální trenérka po celé Evropě.

## Diskografie

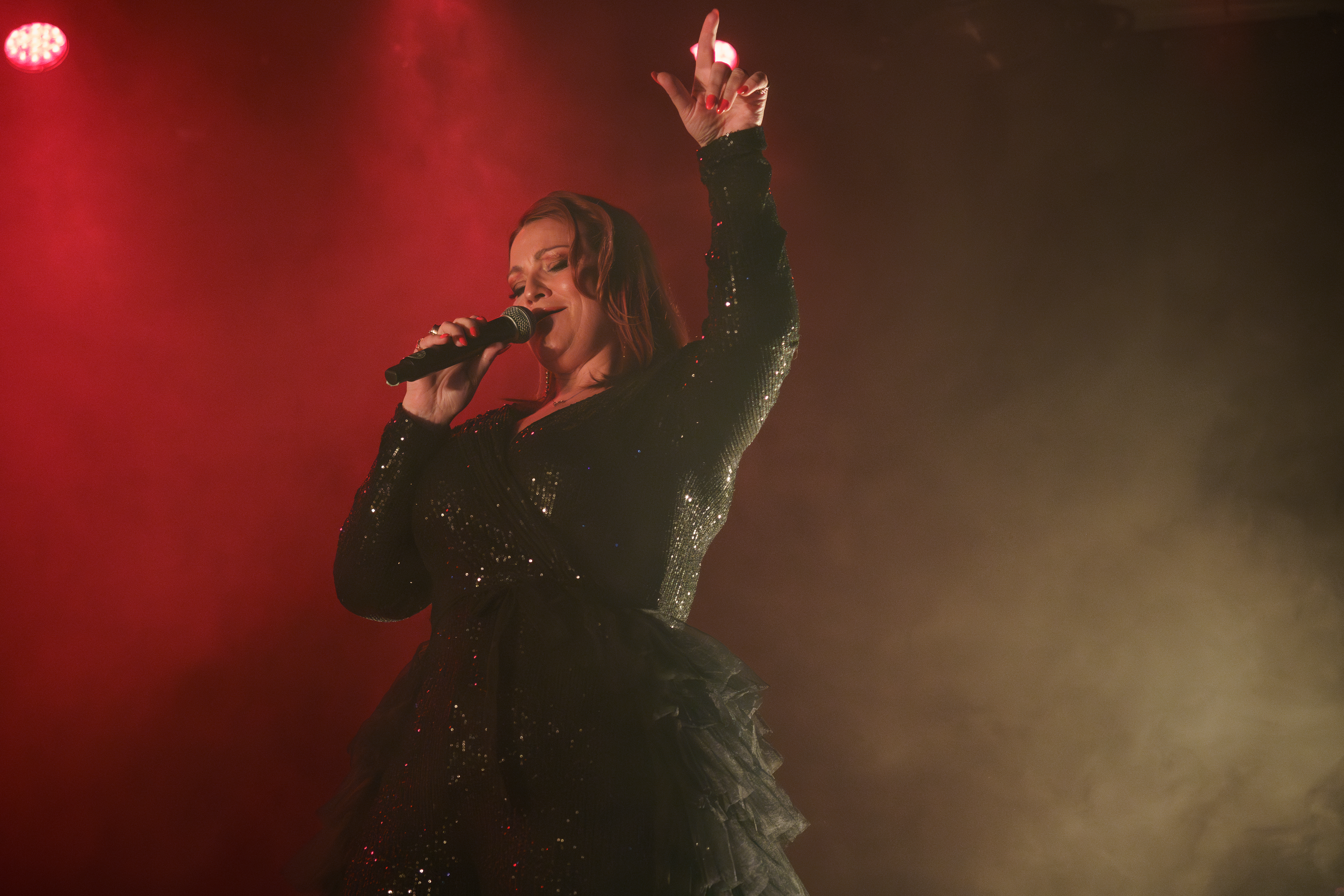
Hera Björk na Eurovision Song Contest 2010

### Alba
- 2000: Ilmur af jólum
- 2006: Hera Björk
- 2010: Je ne sais quoi
- 2013: Ilmur af jólum II
- 2015: Ilmur af jólum: Jólatónleikar í Grafarvogskirkju

### Singly
| Rok  | Singl                                          | Nejvyšší umístění | Nejvyšší umístění | Nejvyšší umístění | Nejvyšší umístění | Album                            |
| Rok  | Singl                                          | ICE               | BEL               | FIN               | SWE               | Album                            |
| ---- | ---------------------------------------------- | ----------------- | ----------------- | ----------------- | ----------------- | -------------------------------- |
| 2001 | „Engum Nema Þér“ (s Friðrikem Ómarem)          | —                 | —                 | —                 | —                 | Landslag Bylgjunnar 2001         |
| 2003 | „Blikar, Tökum Nú Bikar“ (s Vilhjálmurem Goði) | —                 | —                 | —                 | —                 | Alltaf Í Boltanum - Áfram Ísland |
| 2009 | „Someday“                                      | —                 | —                 | —                 | —                 | Dansk Melodi Grand Prix 2009     |
| 2010 | „Je ne sais quoi“                              | 1                 | 27                | 8                 | 49                | Je ne sais quoi                  |
| 2011 | „Finnum Astina“ / „Feel the Love Tonight“      | —                 | —                 | —                 | —                 |                                  |
| 2013 | „Because You Can“                              | 21                | —                 | —                 | —                 | Because You Can                  |
| 2015 | „Christmas Song“ (s Chiarou)                   | —                 | —                 | —                 | —                 |                                  |
| 2016 | „Queen of Effing Everything“                   | —                 | —                 | —                 | —                 |                                  |
| 2018 | „Frelsisvor“ (with Gissur Páll Gissurarson)    | —                 | —                 | —                 | —                 |                                  |
| 2024 | „Við förum hærra“/„Scared of Heights“          | —                 | —                 | —                 | —                 |                                  |